# Kissinger Sommer
Le Kissinger Sommer (L'Été de Kissingen) est un festival de musique classique qui se passe chaque année en été dans la ville de Bad Kissingen en Allemagne.

## L'histoire
Le festival a été fondé en 1986. Au début, l'accent du festival était mis sur les relations culturelles entre l'Est et l'Ouest d'Europe. Chaque année, un pays de l'Europe de l'Est était partenaire du festival, en commençant par la Hongrie en 1986. La Pologne, la Tchécoslovaquie et l'Union soviétique ont suivi. Beaucoup d'artistes sont venus d'Europe de l'Est et d'Allemagne de l'Est. Parmi les artistes des premières années on a pu applaudir Ludwig Güttler, Dmitri Sitkovetsky, Boris Pergamenschikow et Sviatoslav Richter. Après la chute du rideau de fer, le spectre du festival s'est élargi. Les pays partenaires sont venus de toute l'Europe, puis de l'Amérique du Nord et de la Chine.
Dès le début, les interprètes du festival sont un mélange d'étoiles internationales bien connues comme Cecilia Bartoli, Arcadi Volodos, Fazil Say, Hélène Grimaud ou Grigory Sokolov, et des nouveaux arrivants, qui aussi ont fait une grande carrière plus tard, comme la soprano Diana Damrau, le pianiste Lang Lang ou le violoniste David Garrett.
La directrice du Kissinger Sommer de 1986 à 2016 était Kari Kahl-Wolfsjäger. Le successeur, commençant en 2017, était Tilman Schlömp, avant directeur artistique au festival Beethovenfest à Bonn. Il a changé le concept du festival. Au lieu des pays partenaires, il y a maintenant des sujets principaux, commençant en 2017 avec la devise "1830 - Révolution romantique" et suivie en 2018 par "1918 - émergence de l'époque moderne". Le contrat de Schlömp prenait fin en 2021. Alexander Steinbeis, ancien directeur d'orchestre du DSO Berlin, a été nommé son successeur à partir de 2022.

## Musique contemporaine
Dès le début, le festival est également un lieu pour des compositeurs contemporains comme Alfred Schnittke, Rodion Chtchedrine, Sofia Goubaïdoulina, Edison Denisov, Aribert Reimann ou Wolfgang Rihm. Il y a eu des premières mondiales d'œuvres de Jean Françaix (Dixtuor pour quintette à vent et quintette à cordes, en 1987), Krzysztof Penderecki (Sinfonietta No. 2 pour clarinette et orchestre, en 1994) et Fazil Say (Sonata, op. 42, en 2012). Depuis 2006 des compositeurs présentent des premières de leur musique dans l'atelier « Bad Kissinger Liederwerkstatt ».

## Artistes en résidence
- 2014 Ning Feng et Igor Levit[12]
- 2015 Igor Levit[13]
- 2016 Daniil Trifonov[14]
- 2017 Patricia Kopatchinskaja et Vesselina Kasarova[15]
- 2018 Sol Gabetta[16]
- 2019 Julia Lezhneva[17].

## Prix Luitpold
Chaque année, le « Luitpoldpreis » (prix Luitpold) est décerné à un jeune interprète du festival. Le prix est nommé d'après Luitpold, prince régent de Bavière, qui laissa construire la grande salle de concert de Bad Kissingen, le « Regentenbau », où beaucoup des concerts du festival ont lieu. Parmi les lauréats, il y a des artistes comme Alisa Weilerstein (2000), Baiba Skride (2003), Tine Thing Helseth (2007), Igor Levit (2009) et Sarah Aristidou (2021). En 2025 le pianiste Jérémie Moreau a gagné le prix.

## Kissinger Klavierolymp
Le festival est associé à un concours de jeunes pianistes qui se déroule à l'automne, le « Kissinger Klavierolymp », dont le prix est une participation au Kissinger Sommer. Igor Levit, Alice Sara Ott, Mona Asuka Ott, Kit Armstrong et Yeol Eum Son comptent parmi les lauréats du concours et, plus récemment les récipiendaires du premier prix ont été Elisabeth Brauß (2016), Emre Yavuz (2017), Juan Pérez Floristán (2018), Tomoki Sakata (2019), Sergey Tanin (2020) et Giorgi Gigashvili (2021). En 2020, Yoav Levanon participe et remporte le deuxième prix.

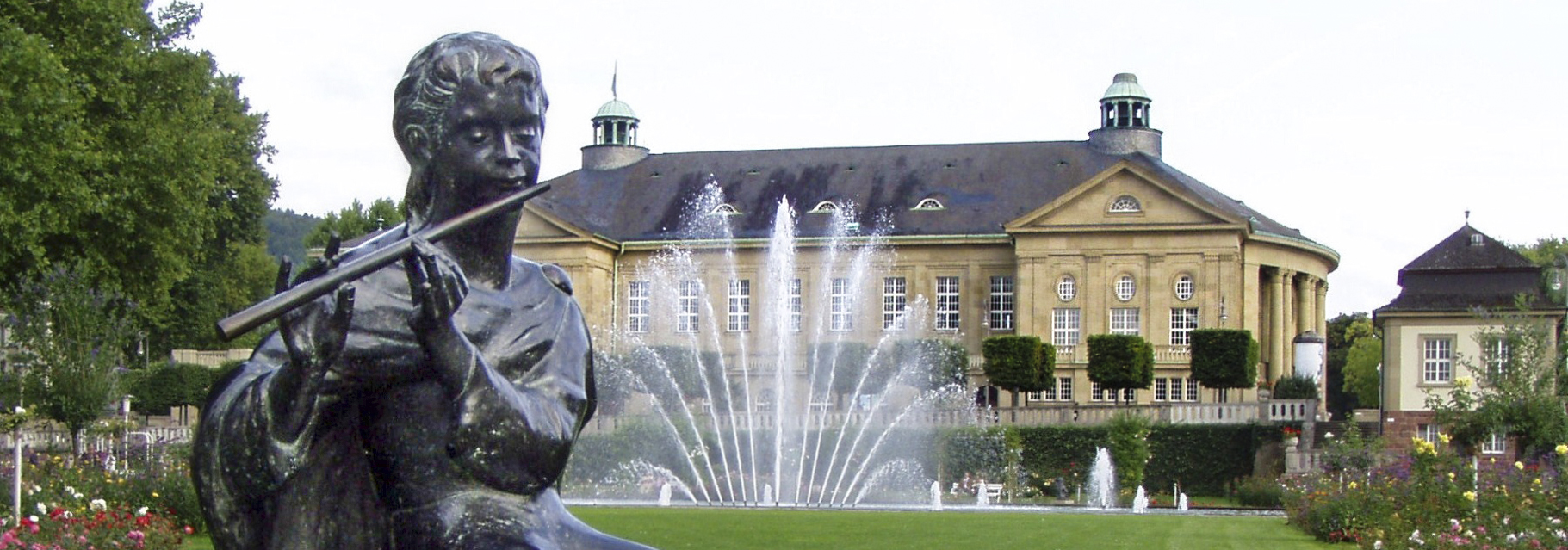
Le Regentenbau, salle de concert de Bad Kissingen